# 拉丁門

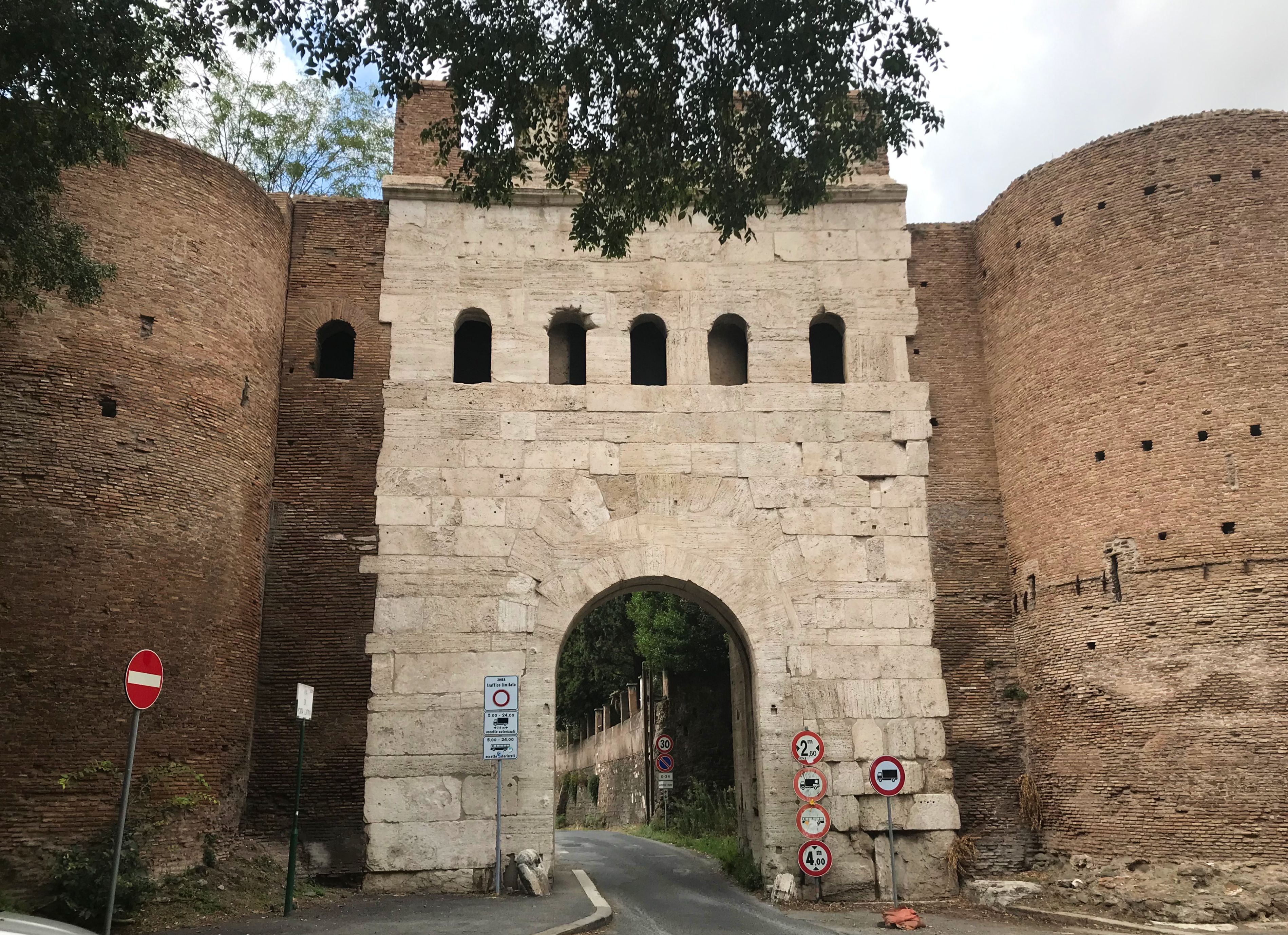

拉丁門 （拉丁語：Latin Gate）是羅馬奧勒良城牆的城門之一。拉丁門是拉丁道在羅馬一側的端點。